# Felix Motanul

Motanul Felix desenat de Otto Messmer.

Motanul Felix este un personaj amuzant de desene animate din regnul animal creat în epoca filmului mut. Pisica neagră antropomorfă cu corpul său negru, ochi albi, și zâmbet larg, împreună cu situațiile fantastice în care desenele animate îl prezintă, fac din Felix Motanul unul dintre cele mai recunoscute personaje de desene animate din istoria filmului. Felix a fost primul personaj de animație care a atins un nivel de popularitate suficient pentru a atrage publicul de film. 
Originile lui Felix rămân contestate. Caricaturistul / antreprenor de film Pat Sullivan, proprietar al personajualui Felix, a susținut în timpul vieții sale ca este creatorul acestuia. Animatorul american Otto Messmer, animatorul principal lui Sullivan, a fost creditat ca atare.  Ceea ce este sigur este că imaginea lui Felix a ieșit din studioul lui Sullivan, și ca desenele animate care conțin personajul s-au bucurat de succes și popularitate în cultura populară a anilor 1920 . În afară de scurtmetraje de animație, imaginea lui Felix a apărut într-o bandă desenată (desenată de Sullivan, Messmer și mai târziu Joe Oriolo), care începe în 1923, , iar imaginea lui împodobește mărfuri diverse, cum ar fi ceramică, jucării și cărți poștale. Mai multi producători au făcut jucării de pluș reprezentându-l pe Felix. Trupe de jazz, cum ar fi cea a lui Paul Whiteman, au compus melodii despre el ("Felix continua sa meargă" in 1923 și altele).
Până la sfârșitul anilor anilor 1920, odata cu apariția de deseneleor animate cu sunet, imaginea lui Felix începe sa pălească. Noile scurtmetrajele ale Disney, având ca personaj pe Mickey Mouse, au făcut ca producțiile mute ale Sullivan și Messmer, care atunci nu au dorit să facă trecerea la producția cu sunet, să pară depășite. În 1929, Sullivan a decis să facă tranziția și a început să distribuie desenele animate cu sunet Felix Motanul prin Studiourile Coupley. Scurtmetrajele cu sunet Felix s-au dovedit a fi un eșec, producția încheindu-se în 1932. Sullivan a murit în 1933. Felix s-a bucurat de o scurtă revenire in trei desene animate în 1936, produse de Studiourile Van Beuren.
Desenele animate Felix au început să fie difuzate la televiziunile americane în 1953. Joe Oriolo a introdus un Felix reproiectat, "cu picioare lungi", a adăugat noi personaje, și i-a dat motanului o "Geantă magică cu trucuri" care putea lua o varietate infinită de forme la porunca lui Felix. Motanul a apărut de atunci în alte programe de televiziune și în două filme de lung metraj. Începând cu Anii 2010, imaginea lui Felix apare pe o multitudine de mărfuri, de la haine până la jucării. Fiul lui Oriolo ,,Don Oriolo", a preluat mai târziu controlul creativ asupra imaginii lui Felix.
În 2002, Ghidul TV l-a clasat pe Felix Motanul pe poziția cu numărul 28 în "topul 50 al celor mai grozave personaje de desene animate din toate timpurile" . 
În 2014, drepturile asupra personajului au fost achiziționate de către DreamWorks Animation.  Ca urmare, imaginea lui Felix Motanul este în prezent deținută de DreamWorks Animation.

## Context
Personajele au fost dublate de Jack Mercer (vocea originală a lui Popeye Marinarul). Acțiunea se desfășoară în jurul încercărilor nereușite ale antagoniștilor de a fura Geanta Magică a lui Felix. Desenele animate s-au dovedit populare, dar nu au fost bine primite de critici. Animația limitată (necesară datorită restricțiilor bugetare și scenarii) și simplistă nu a știrbit din popularitatea seriei.

## Personajele din seria TV
- Motanul Felix-este personajul principal și vedeta serialului. El are multe aventuri cu geanta lui magică, ce de multe ori îl ajută în situații grele. Indiferent de situație el termină întotdeauna cu un râs.
- Profesorul-introdus în 1959,el este inamicul lui Felix sau folie și întotdeauna încearcă să fure geanta magică a lui Felix.El are un defect de vorbire foarte amuzant și este destul de excentric.El este descris ca un om de știință rău,foarte inteligent,dar totuși rău.El înceacă multe trucuri,cum ar fi utilizarea invențiilor sale și multe deghizări pentru a obține geanta magică a lui Felix,dar mereu nu reușește la final
- Pointdexter-introdus în 1959,el este nepotul tocilar tânăr al profesorului.El este descris ca un om de știință stereotip,el este foarte inteligent și poartă întotdeauna ochelari, un halat de laborator și mortarboard.El are un buton pe pieptul hainei care acționează ca un control pentru orice dispozitiv solicitat pentru teren.El își ajută unchiul la inventarea dizpozitivelor de capurare a genții magice a lui Felix deși uneori el îl descrie pe Felix ca un prieten.Ori de câte ori vorbește cu Felix acesta i se adresează lui ca "domnul Felix".
- Rock Bottom-un bulldog care îl ajută pe profesor să fure geanta magică a lui Felix.Numele complet al lui Rock Bottom apare în episodul Vârsta lui Rock.
- Cilindrul Principal-un robot mecanic rău,cilindric care a apărut prima dată în Cilindrul Principal Regele Lunii.El încearcă întotdeauna să-l răpescă pe Pointdexter pentru a se folosi de intelectul lui pentru a construi arme și echipamente.În episodul în care a apărut prima dată s-a dezvăluit faptul că el a fost elevul promițător al profesorului de la o academie spațială și-n mijlocul unui experiment explodat și-a pierdut corpul original.
- Vavoom-un mic modest și prietenos inuit al cărui singură vocalizare(literalmente)cutremurătoare este strigată de numele său "VAVOOM!."(Dar care este lipsită de putere în cazul în care gura lui a fost închisă).El a apărut prima dată în episodul "Felix și Vavoom."

## Galerie
- Feline Follies (Ștrengării ale felinelor), prototipul lui Felix (de Pat Sullivan, desen animat mut, 1919.

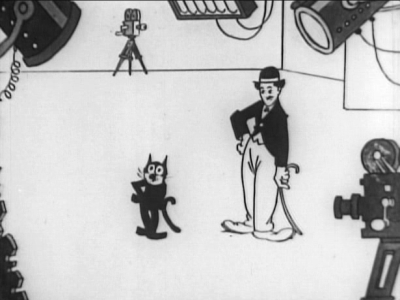
Motanul Felix și Charlie Chaplin în episodul „Felix la Hollywood”, 1923.
- Fragment din The Goose that Laid the Golden Egg, 1936.
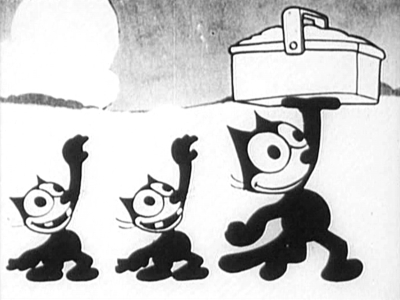
Inky, Winky și Felix, în April Maze (Labirint de aprilie) (1930).

## Filmografie
Lista de filme Felix the Cat